# Michaeliskloster Jena
Das Michaeliskloster bestand von 1301 bis 1525 und wird oft fälschlich als ein Kloster der Zisterzienserinnen in Jena in Thüringen bezeichnet.

## Geschichte
Die Herren von Lobdeburg stifteten 1301 das Nonnenkloster Sankt Michael in Jena, das von Schwestern des Klosters Roda besiedelt wurde. Die Nonnen lebten nach den Regeln des Zisterzienserordens, das Kloster war jedoch nicht inkorporiert.  
Das gut ausgestattete und zeitweise bedeutende Kloster kam Ende des 15. Jahrhunderts in die Krise und wurde 1525 aufgelöst. Der Neubau der Kirche St. Michael wurde ab 1380 von einer Kirchenfabrik errichtet, die ihr Vermögen aus Zustiftungen der Jenaer Bürger erlangte. Am Bau wirkte der berühmte Steinmetz Peter Heierliß mit. Die Adresse lautet Kirchplatz 1. Vom Kloster, das nördlich an die Kirche angrenzte, sind keine Reste erhalten.

### Handbuchliteratur
- Gereon Christoph Maria Becking: Zisterzienserklöster in Europa, Kartensammlung. Lukas Verlag, Berlin 2000, ISBN 3-931836-44-4, S. 54 B.
- Bernard Peugniez: Guide Routier de l’Europe Cistercienne. Editions du Signe, Straßburg 2012, S. 499.
- Peter Pfister: Klosterführer aller Zisterzienserklöster im deutschsprachigen Raum. 2. Auflage, Kunstverlag Josef Fink, Lindenberg 1998, S. 502.